# Mozzano
Mozzano is een plaats (frazione) in de Italiaanse gemeente Ascoli Piceno. De plaats ligt langs de rivier Tronto.